# Jules Chappaz
Jules Chappaz (Annecy, 22 de mayo de 1999) es un deportista francés que compite en esquí de fondo. Ganó una medalla de bronce en el Campeonato Mundial de Esquí Nórdico de 2023, en la prueba de velocidad individual.

## Palmarés internacional
| Campeonato Mundial | Campeonato Mundial  | Campeonato Mundial | Campeonato Mundial   |
| Año                | Lugar               | Medalla            | Prueba               |
| ------------------ | ------------------- | ------------------ | -------------------- |
| 2023               | Planica (Eslovenia) | Medalla de bronce  | Velocidad individual |